# ジョン・レバレット
ジョン・レバレット（英: John Leverett、洗礼日1616年7月7日 - 1678年/79年3月16日）は、イングランド植民地の政治家、商人、軍人であり、マサチューセッツ湾植民地の総督を務めた。イングランドに生まれ、10代のときにマサチューセッツに移った。植民地で指導的な商人であり、軍人としても仕えた。1640年代にイングランドに戻って、イングランド内戦で戦った。
植民地ではピューリタンの正統的厳格さに対して反対した。植民地の政府はイングランド王室と政府の権限内にはないと考え、政治的に強硬路線を採ったので、1684年に植民地の認証が取り消されることになった。その事業と軍隊における行動は時として混ざり合ったので、植民地人の中には好ましくないと見る者もいた。しかし軍隊では人気があり、1673年から死亡した1679年まで連続して総督に選出され続けた。フィリップ王戦争では植民地の行動を監視し、現在のメイン州の土地の権利を買収することで領土を拡張した。

## 初期の経歴
ジョン・レバレットは1616年7月7日に、イングランド・リンカンシャーのボストンにあるセントボトルフ教会で洗礼を受けた。父はトマス・レバレットであり、教会のピューリタン牧師ジョン・コットンと親しかった。父は教会の長老の一人として奉仕した。母のアン・フィッシャーについて、夫との間に16人の子供を生んだこと以外何も伝わっていない。ジョン・レバレットの少年時代についても、1633年に新世界に向けて家族と共に旅立った時より前については知られていない。1630年代初期までに、レバレットの父はボストンの町政委員となっており、現在メイン州となっている土地のウォルド・パテントと呼ばれる払下げを、プリマス・ニューイングランド委員会のジョン・ボーシャンとの共同で受けていた。レバレット一家がマサチューセッツ湾植民地に到着したとき、やはりボストンと呼ばれたその首都に入植した。レバレットは1639年にハンナ・ハドソンと結婚した。1640年に息子のハドソンを生み、1643年に死んだ。1640年、レバレットはフリーマンとなった。
1639年、レバレットはマサチューセッツ砲兵中隊に入隊した。この中隊は植民地のピューリタン指導者層の正統性に同意しない人々にとって重要な関心事項だった。レバレットも含めてその指導的メンバーの多くが、宗教的異端者に対する植民地の弾圧に反対した。そのメンバーは交易にも携わっていた。レバレットは公益事業でエドワード・ギボンズやロバート・セジウィック少将と共同事業を行うことが多かった。例えばギボンズとはある船の部分所有者になっていたが、その船はバージニア海岸沖で失われた。軍事部門の指導層と商業的利益が混ぜ合わさることで、利益の紛争に繋がることもあった。1640年代、ギボンズはジョン・ウィンスロップを説得し、フランス領アカディアの総督シャルル・ド・ラ・トゥールのシャルル・ド・メヌー・ドールネイとの紛争を支援するために、マサチューセッツの志願兵を募ることを認めさせた。ギボンズはこの支援と引き換えにラ・トゥールと交渉して排他的貿易特権を取得し、レバレットはフランスとの優先的貿易特権を確保できた。

## イングランド内戦
1644年頃、レバレットはイングランドに渡り、イングランド内戦でオリバー・クロムウェルに味方する議会派軍で戦った。トマス・レインズバラの騎兵隊で指揮を執り、功績を挙げたと考えられている。1645年にマサチューセッツに戻ったが、翌年には再度イングランドに渡った可能性がある。レバレットは1645年にロバート・セジウィックの娘サラと結婚した。この夫妻には12人の子供が生まれたが、そのうち6人のみが成人した。
レバレットはイングランドで過ごした間に、宗教的に寛容さが必要になるという概念を持つようになった。その考えを政治的に追及し、マサチューセッツの保守的なピューリタン指導層の反対に直面することが多かった。彼らはその狭い見解に合わない宗教観に反対していた。レバレットはニューイングランド教会の正統性をうたったケンブリッジ綱領に反対し、マサチューセッツ議会の副議長になったときには、ピューリタンにとって異端となる個人を罰することに反対した。この綱領を採択した1648年教会会議について、ジョン・ウィンスロップは、「イングランドから遅れてやってきた」者達はその決議案に強く反対した、と記していた。

## マサチューセッツの政治
レバレットは1640年にフリーマンになった後で、地元政界で活動的になった。1642年、レバレットとエドワード・ハッチンソンが、ナラガンセット族酋長ミアントノモーとの交渉のために外交使節として派遣された。これは土地のインディアン部族全てがイングランド人開拓者に対する戦争を仕掛けようとしているという心配がある中でのことだった。ミアントノモーがボストンに来て、ウィンスロップ総督に対し、彼らが聞いた噂は根拠の無いものであることを分からせた。レバレットはその後の政権における外交任務についても招聘されることになった。
レバレットはイングランドから戻った後に、その政治的活動を再開した。1651年には植民地の議会におけるボストンの2人の代表の1人に選出され、短期間だが下院議長を務めた。1650年代と1660年代を通じて議員を5期務めた。
レバレットは植民地民兵隊で人気ある指揮官であり、植民地の民兵法によって異常な事態に陥ることもあった。植民地はその民兵中隊の大きさを制限することに決めており、その士官は1つの地位のみを占めることに制限されていた。1652年、レバレットがサフォーク郡騎馬中隊長（大尉）であるときに、ボストンの歩兵中隊の1つや、マサチューセッツ砲兵中隊の隊長にも選ばれることになった。植民地の判事はレバレットに規則の例外を認めることを拒否し、ボストンの地位を諦めることを求められた。砲兵中隊については民兵を統制する規制から除外されていたので、その中隊長を合わせて就任することは認められた。

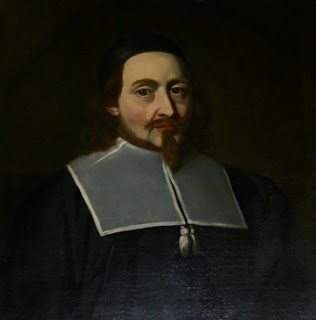
ジョン・エンデコット総督

1652年、ジョン・エンデコット総督が植民地の北側境界を決めるために調査隊を派遣した。その境界は植民地認証でメリマック川の北3マイル (5 km) と規定されていた。その調査隊はメリマック川の北限が、現在のニューハンプシャー州ウィニペソーキー湖と呼ばれる場所の近くにあることを見つけたが、これは実際には誤りだった。この緯度を東西に伸ばした境界線は、現在メイン州の南部となっている小さな開拓地を多く含むことが分かった。エンデコットはレバレットを数人のコミッショナーの1人として派遣し、植民地政府にこれら開拓地を含められるよう交渉させた。その結果はヨーク郡の結成ということになったが、後にメイン州ヨーク郡となった。レバレットはこの時やその他の公式訪問の結果としてメインの土地の開発に興味を抱くようになり、そこのかなりの広さの土地に投資し、父から相続した土地を超えるようになった。
1655年、レバレットはイングランドにおけるマサチューセッツ植民地の代理人に正式に指名された。アカディア統治の期間との重複があるので、いつ実際にイングランドに行ったかは不明だが、その職を1662年まで務めることになった。1650年代、これはクロムウェルが護国卿であった時代だが、植民地は内乱の時代にレバレットとクロムウェルの間に培われた関係の恩恵を受けることになった。特にクロムウェルは植民地の商人に対して1651年航海法を強制する手段を採らなかった。また植民地の宗教的異端に対する抑圧的戦術について、苦情を見逃していた。植民地の宗教に対する極端な姿勢についてはレバレットが個人的に反対していたにも拘わらず、このような問題が起きていた。レバレットが国王チャールズ2世からナイトに叙されたという説は、文書化された形でしっかりとした根拠が見られない。

## アカディアの軍事支配
1651年、イングランドとオランダが戦争に突入した（英蘭戦争）。この報せが新世界に届いたのは1652年であり、ニューイングランドのイングランド植民地には、ニューアムステルダムのオランダが地域のインディアン全てにイングランド植民地に対する戦争を仕掛けるよう唆しているという噂が流れた。レバレットとロバート・セジウィックは二人とも、もしオランダが競争相手として排除されればその交易については大きな利益となると考え、ニューアムステルダムに対して軍事行動を行うようロビー活動と行った。ただしサイモン・ブラッドストリートのような宗教的に中庸な者はそれに反対した。ニューアムステルダムの総督ピーター・ストイフェサントがニューイングランド植民地の代表団をニューアムステルダムに招き、事態を検討させた。レバレットは1653年に派遣されたコミッショナーの1人であり、そこにいる間に植民地の防衛について注意深いを発言をしていた。ニューヘイブン植民地はオリバー・クロムウェルのイングランド共和国政府に、オランダからの脅威に対する支援を請願した。これをレバレットが支持し、1653年にセジウィックと共にイングランドに行って、戦争に向けた植民地の立場について圧力を掛けた。

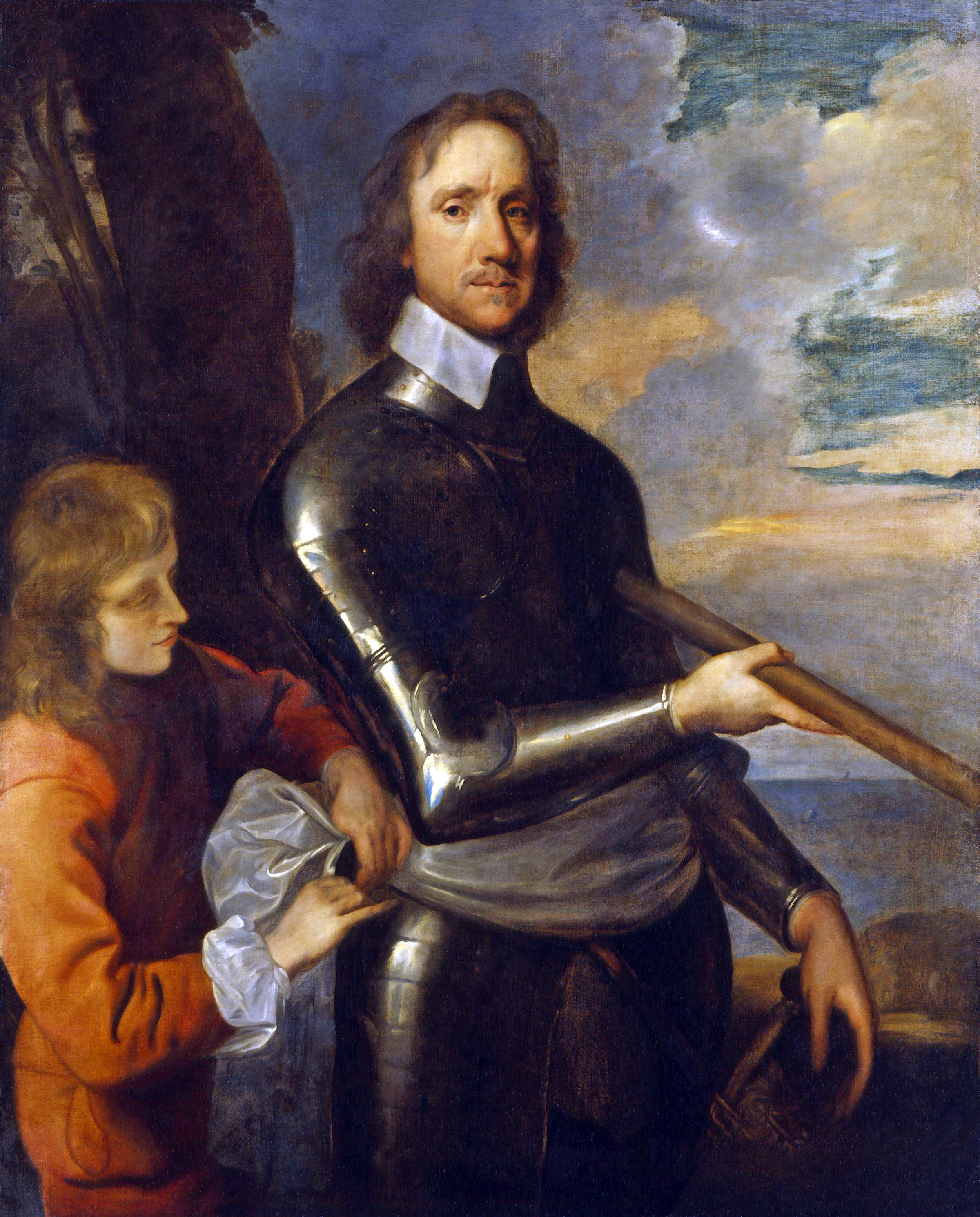
オリバー・クロムウェル、レバレットはクロムウェルと良好な関係を築いた

クロムウェルはセジウィックにニューイングランド海岸の軍事指揮官としての地位に任命し、セジウィックとレバレットに幾隻かの船と兵隊を付けて派遣し、オランダに対する戦争を起こさせることにした。この船隊は、レバレットが指揮するニューイングランド人500名によって補強されることになっていた。1654年にニューイングランドで軍隊が立ち上げられたときまでに、イングランドとオランダの間に和平が結ばれることになった。セジウィックはその任官を受けていた利点を生かし、オランダの代わりに隣接するアカディアのフランスに対抗することにした。アカディはイングランドの船舶を餌食にしている私掠船の母港だった。セジウィックは1654年7月に、アカディアの主要港であるポートロイヤルとペンタゴート砦を占領した。セジウィックはそこの軍事指揮をレバレットに任せた。レバレットはノバスコシアを3年間統治し、1657年5月に指揮権をトマス・テンプル卿に渡した。この期間、レバレットとセジウィックは事実上フランス領アカディアの貿易を独占して利益を出し、植民地の中にはレバレットのことを搾取的日和見主義者と見なす者も出てきた。レバレットは占領のための費用の大半を自費で賄っており、その代償をクロムウェルの政府に請願した。クロムウェルは支払いを承認したが、植民地がレバレットの財政を監査することを条件としており、それが行われることは無かった。レバレットは1660年の王政復古後も求償の請願を続けた。

## 軍隊指揮と総督
1663年から1673年、レバレットはマサチューセッツ民兵隊の少将となり、植民地議会の副議長あるいは補佐官に繰り返し選ばれ続けた。この期間ボストンの防衛を強化する工事を監督した。ニューハンプシャーとメイン南部の問題を解決するために再度派遣された。そこでは開拓者がマサチューセッツの支配に抵抗し、役人を逮捕するようなことが起きていた。
1660年にイングランド国王チャールズ2世がイングランドの王座に返り咲いた後、イングランド領植民地は全てその直轄下に入った。1665年、チャールズは4人のコミッショナーをマサチューセッツに派遣した。彼らは、チャールズが1662年に植民地政府に宛てて発送していた文書で要求していた条件について、植民地の合意を取るよう指示されていた。すなわち、宗教についてはより寛容な法を採択し、航海法を執行するということだった。このコミッショナーの到着は植民地政府にとって心配事項であり、レバレットは国王に宛ててコミッショナーの召喚を求める請願書を起草する委員に任命された。彼らが起草した文書は、マサチューセッツの認証を否定し、その独立をなし崩しにするために派遣された悪の代理人としてコミッショナーを表現していた。

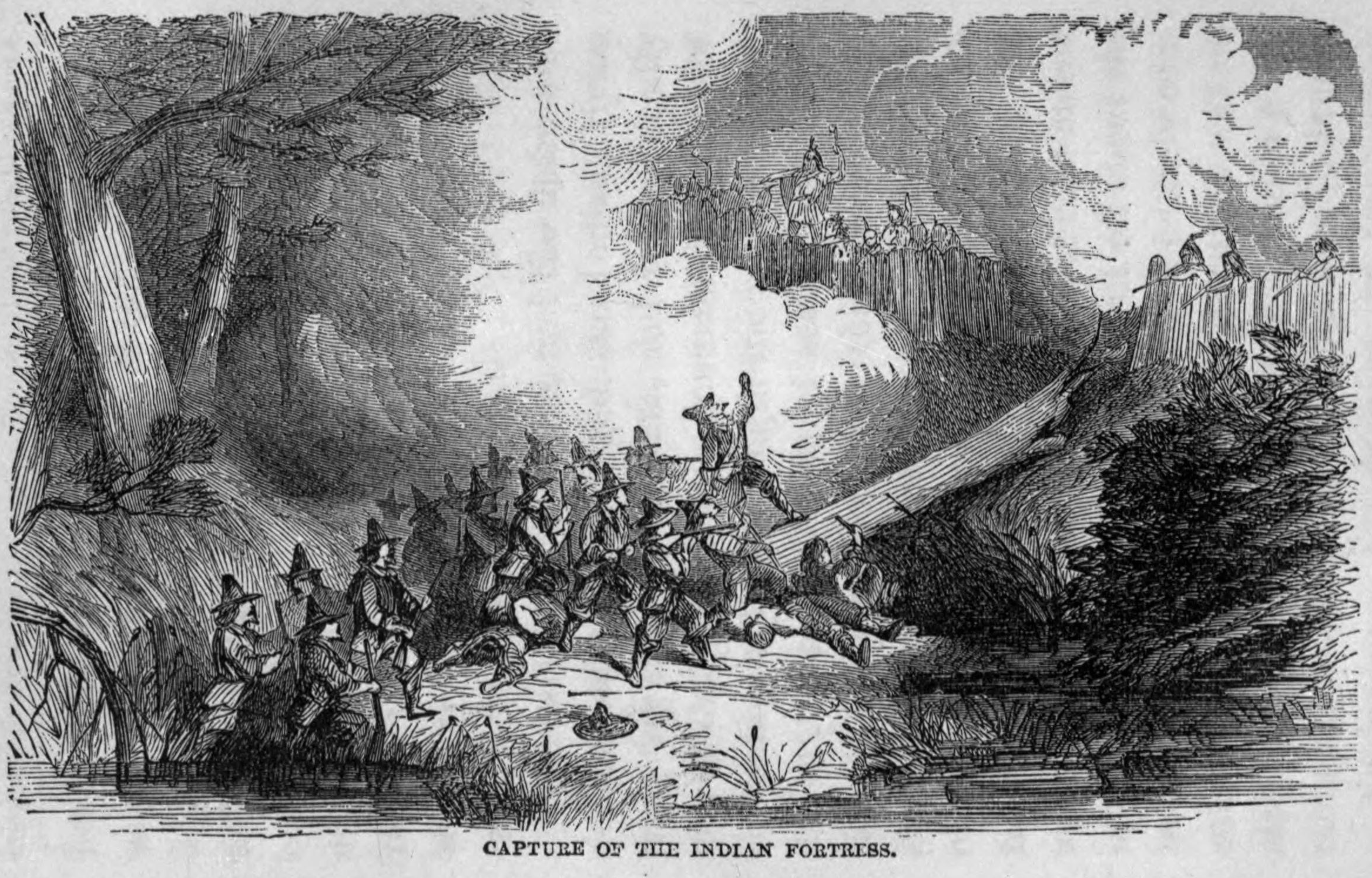
フィリップ王戦争中の1675年、マウントホープのワンパノアグ砦を占領する様子を描いた版画

レバレットは1671年から1672年、リチャード・ベリンガム総督の下で副総督を務め、ベリンガムの死去に伴い、その地位を承継した。その総督としての任期はフィリップ王戦争の故に注目すべきものとなり、植民地に対する認証についての脅威も高まり、1684年には取り消されることになった。植民地は、1677年にメイン地区に対するフェルディナンド・ゴージズ卿の利権を買収することで国王を怒らせた。そこはチャールズが息子のモンマス公爵ジェイムズ・スコットのために取得するつもりでいた。チャールズはニューイングランドの植民地にエドワード・ランドルフを派遣した。1676年、ランドルフはレバレットが植民地は国王の統制が及ばないと考えていると報告した。「かれは『国王陛下や議会が作った法は何物も強制しない』が、植民地の利益に合うものは従うと、私に自由に宣言した」と報告していた。
レバレットは宗教的な寛容さを好んだが、そうではない者が植民地には依然として多かった。バプテストはレバレットの任期中にボストンで礼拝を公然と始めることができたが、1677年に成立させた反クエーカーの厳しい法については、クエーカー教徒の歴史家から批判されてもいる。バプテストに対する寛容さはボストンで長続きしなかった。サイモン・ブラッドストリートが総督になった後の1680年には追放された。

## 死と遺産
レバレットは1678年/79年3月13日に、総督在任のまま、尿路結石からの合併症とされるもので死んだ。ボストンのキングスチャペル埋葬所に埋葬された。レバレットの子孫には、孫でハーバード・カレッジ第7代学長を務めた同名のジョン・レバレット、20世紀にマサチューセッツ州の知事を務めたレバレット・ソルトンストールがいた。マサチューセッツ州レバレット町はレバレットにちなんで名付けられた。
コットン・マザーはレバレットのことを「フリーマンとしての感覚が、低い地位から国内の最高位まで素早く昇進させた者、その勇気がその若き時代の軍事行動で大いに推奨され、その知恵と公正さがその年長者から教えられた者」だと記していた。